# Joe Koinzer
Joachim „Joe“ Koinzer (* 17. November 1949 in Baden-Baden) ist ein deutscher Perkussionist und Jazzmusiker.

## Leben
Koinzer studierte an der Hochschule für Musik Karlsruhe Perkussion und Schlagzeug und absolvierte eine Zusatzausbildung an der Swiss Jazz School in Bern. Daneben spielte er in der Jazzrock-Band Brainstorm, aber auch dem Jazz-Nova-Ensemble beim Südwestfunk und der Gruppe 13. 1974 gründete er die Band Open Music, nahm daneben aber auch auf mit Herbert Joos, der Gruppe Orexis, mit Part of Art und mit Südpool. Er spielte weiterhin mit Peter Gigers Family of Percussion, mit Büdi Siebert und mit René Bardets Gruppe Poesie und Musik, die 1983 den Preis der deutschen Schallplattenkritik erhielt. Er trat auf den Donaueschinger Musiktagen 1984 auf und wirkte insgesamt bei mehr als 100 Alben mit.
Koinzer war langjähriger künstlerischer Leiter der Baden-Badener Workshops für Popularmusik und mehrere Semester Lehrgangsleiter für Jazz und Rhythmik an der Hochschule für Musik Freiburg. Er ist Dozent für Rhythmik und Percussion beim Studiengang für Berufsmusiker der Jazz- und Rockschule Freiburg und hat die Fachbuchserie Percussion, Percussion verfasst. Außerdem schreibt er Film-, Hörspiel- und Fernsehmusiken. Koinzer wurde ausgezeichnet mit dem Kinder-Hörspielmusikpreis von Terre des hommes.